# Cagn
Cagn (tudi Kaggen) je bog stvarnik pri Grmičarjih v Bocvani.
Cagn je z ukazom ustvaril vsa bitja, obenem pa je živali določil za služabnike ljudem. Kot odrešenik ima poteza nadnaravnega prekanjenega bitja - spletkarja. Včasih se ljudem pokaže v obliki bogomolke, drugič pa v podobi gosenice.